# Murray Davidson
Murray Davidson (Edinburgh, 7 maart 1988) is een Schotse voetballer (middenvelder) die sinds 2009 voor de Schotse eersteklasser St. Johnstone FC uitkomt. Voordien speelde hij voor Livingston FC.

## Interlandcarrière
Davidson speelde zijn eerste interland voor het Schotse nationale elftal op 14 november 2012, toen hij in de 91ste minuut inviel voor Jordan Rhodes in de vriendschappelijke uitwedstrijd tegen Luxemburg (1-2). Andere debutanten in dat duel onder leiding van de Schotse interim-bondscoach Billy Stark waren Liam Kelly, Andrew Shinnie en Leigh Griffiths.